# Мартін (фільм)
Мартін (англ. Martin) — американський фільм жахів 1977 року.

## Сюжет
Мартін зовні виглядає як молода людина, але насправді він 85-річний вампір, що харчується кров'ю. Їхня сім'я, виявляється, походить зі Східної Європи, і в ній часом народжуються вампіри — їх не вбивають, щоб уникнути скандалу, і будинок, де повинен жити вампір, вибирається за жеребом. Мартін приїжджає до своїх родичів в маленьке містечко в Пенсільванії. Дядя Куда переконує всіх, що той вампір, в той час, як Мартін вільно ходить по вулицях вдень і їсть нормальну їжу. У нього зав'язуються стосунки з онукою дядька Крістіною. Вона не вірить в розповіді дядька про страшну спадковості Мартіна, а просто вважає його розумово хворим.

## У ролях
| Актор                     | Роль                  |
| ------------------------- | --------------------- |
| Джон Емплас               | Мартін                |
| Лінкольн Маезел           | Куда                  |
| Крістін Форрест           | Крістіна              |
| Ельян Нейдо               | місіс Сантіні         |
| Том Савіні                | Артур                 |
| Сара Венейбл              | домогосподарка жертва |
| Франсін Міддлтон          | жертва у поїзді       |
| Роджер Кейн               | Льюїс                 |
| Джордж Ромеро             | отець Говард          |
| Джеймс Рой                | Диякон                |
| Дж. Кліффорд Форрест мол. | отець Зулемас         |
| Роберт Огден              | бізнесмен             |